# Caserón de Rosas

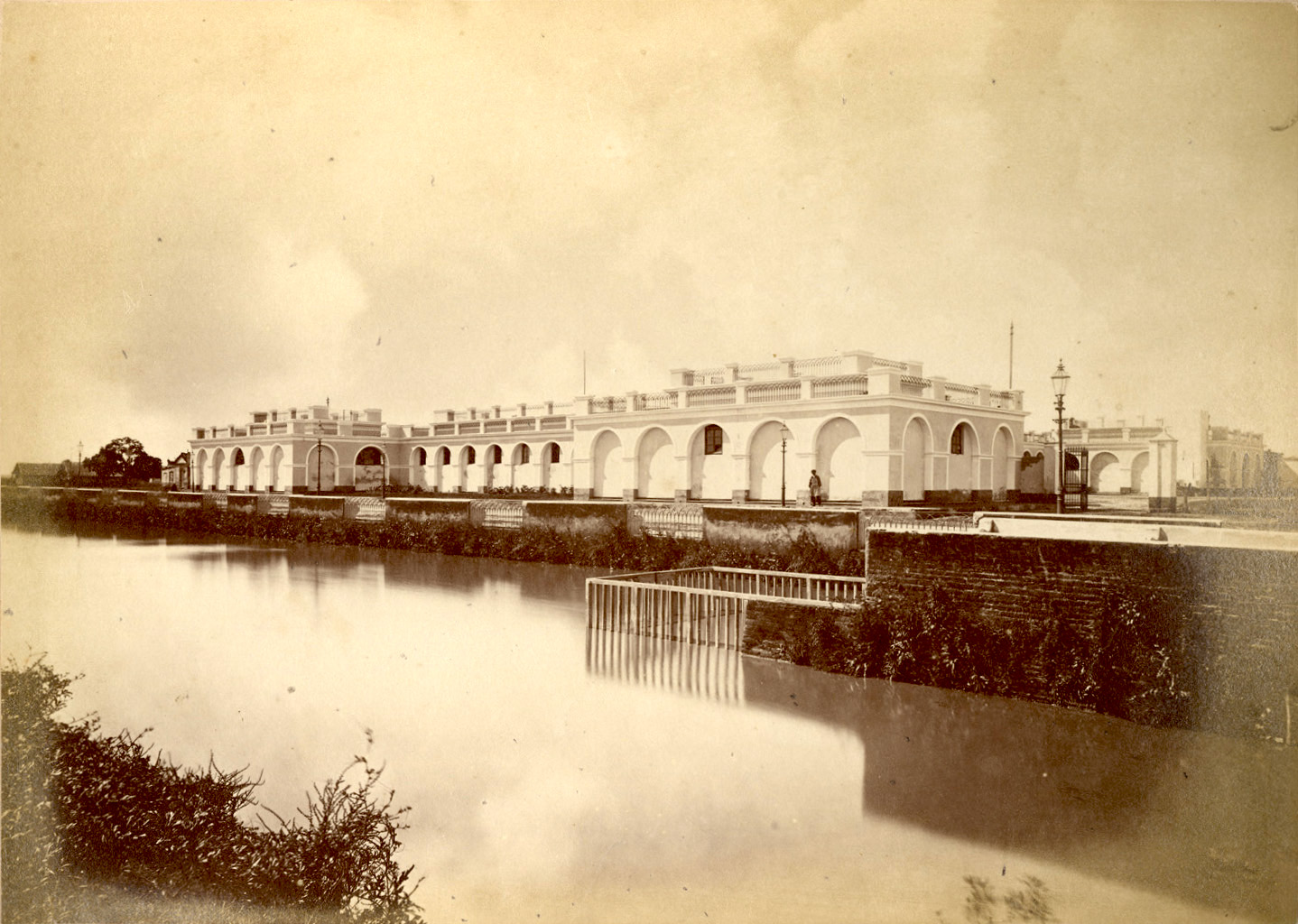
Residencia de Juan Manuel de Rosas, en 1876

El Caserón de Rosas, ubicado en el barrio de Palermo, fue la residencia del exgobernador Juan Manuel de Rosas en Buenos Aires, Argentina.
La casa se situaba en la esquina este del actual cruce de las Avenida General Sarmiento y del Libertador, dentro un terreno de 500 hectáreas, de propiedad de Rosas, que abarcaba parte de los actuales barrios de Palermo y Belgrano.
Contaba con habitaciones lujosas, terrazas y áreas de recreación. Después del derrocamiento de Rosas, en 1852, la residencia tuvo varios usos. Fue sede del Colegio Militar de la Nación y posteriormente de la Escuela Naval.
A pesar de su importancia histórica, el caserón se convirtió en objeto de controversia y críticas en la década de 1890. El 3 de febrero de 1899 -aniversario de la derrota de Rosas en la Batalla de Caseros-, bajo la dirección del intendente Adolfo Jorge Bullrich, se procedió a la demolición definitiva del caserón. Con el tiempo también se eliminaron construcciones anexas, como el edificio de La Maestranza.

## Historia

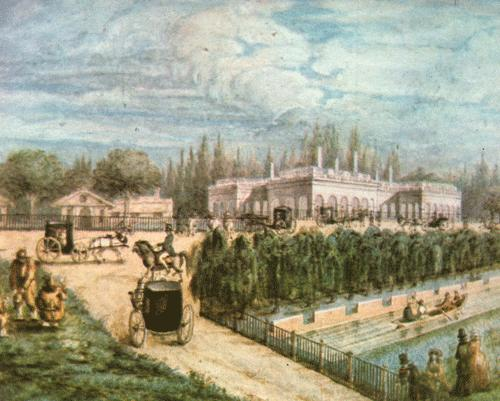
La residencia en un óleo del artista Carlos Sívori de 1850

La construcción de la casa comenzó hacia 1838, después del fallecimiento de Encarnación Ezcurra, la esposa de Rosas. Estuvo a cargo del constructor Miguel Cabrera, quien utilizó una estructura preexistente ubicada en la esquina sudeste de la actual avenida del Libertador y avenida General Sarmiento. Rosas supervisó personalmente cada detalle de la construcción de su residencia desde un rancho cercano al Río de la Plata. La casa estuvo en construcción hasta mediados de la década de 1840.
En aquellos tiempos la zona era baja y pantanosa, con vista al Río de la Plata. Rosas la recordaba por haber acantonado con sus tropas en ese lugar durante la crisis política de 1820, de la que surgió como gobernador de la Provincia Martín Rodríguez.
Rosas fue adquiriendo paulatinamente esos terrenos para transformarlo en un parque (a la vez privado y público), plantando árboles y flores, destinando un área importante de las hectáreas al forraje de caballos y a la cría de ganado. Incluso instaló jaulas para un pequeño zoológico.
El sector del Caserón estaba surcado por arroyos que desembocaban en el río de la Plata. El arroyo Maldonado era el de mayor extensión; seguía en importancia el Manso, que antiguamente desembocaba en el Río de la Plata, pero Rosas mandó desviar su curso, para que su caudal formara parte de su proyecto edilicio.
Hubo que hacer obras de nivelación del terreno, novedosas e inéditas para la época. Se llevó gran cantidad de tierra para relleno desde las actuales Barrancas de Belgrano y de otros lugares de la ciudad. Hubo que construir una red de canales de desagües para desagotar el agua.

## Descripción
La vivienda era un rectángulo de 78 por 76 metros totales de planta (casi 6000 m²), con cuatro bastiones en los vértices. Los techos de las habitaciones se ubicaban a 5,20 m de alto. La azotea estaba rematada en todo el contorno por una reja, unida por pilares de material. Contaba con cuatro grupos de habitaciones (16 en total) conectadas mediante portales. En un ala se encontraban los dormitorios de Juan Manuel de Rosas, mientras que en el ala opuesta estaban los de su hija Manuelita. La construcción incluyó detalles lujosos, como cielorrasos de madera pintada de blanco y una gran terraza con rejas de hierro en el lado oeste.
Además del Caserón estaban La Maestranza (donde había caballerizas, galpones, obrajes y vivían unos 150 miembros de la escolta de Rosas), un teatro, un edificio de cocina y despensa, seis ranchos para personal de mantenimiento, un cuartel de artillería con polvorín, cárcel y viviendas varias y otro conjunto arquitectónico que servía para los departamentos de agricultura y veterinaria, zoológico, hospital, botica, carpintería, herrería, etc.
La vivienda estaba rodeada por un extenso terreno, paulatinamente adquirido por Rosas, de 535 ha. Rosas no solo construyó la residencia, sino que también desarrolló el área circundante, rellenando terrenos inundables, creando canales de irrigación, un sistema de desagües y un estanque. Además un pequeño barco encallado en la costa del Río de la Plata (llamado "Manuelita"), una vez acondicionado, se usaba para eventos y entretenimiento.
El lugar se convirtió en uno de los paseos preferidos de los porteños, abierto para el público. La entrada principal se realizaba por la actual avenida Sarmiento, flanqueada por ombúes.

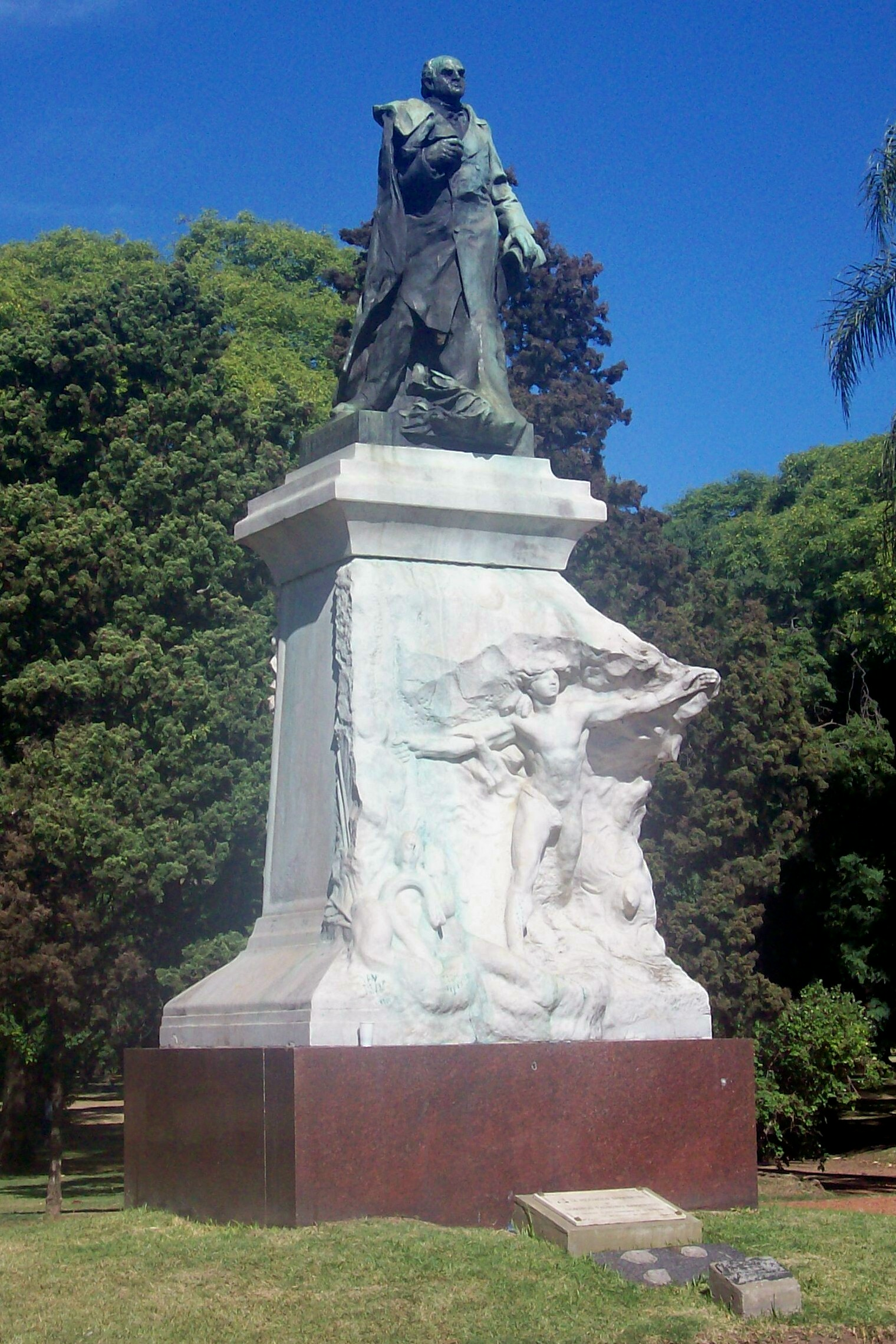
El Monumento a Sarmiento está situado en lo que era la entrada a la residencia de Rosas.

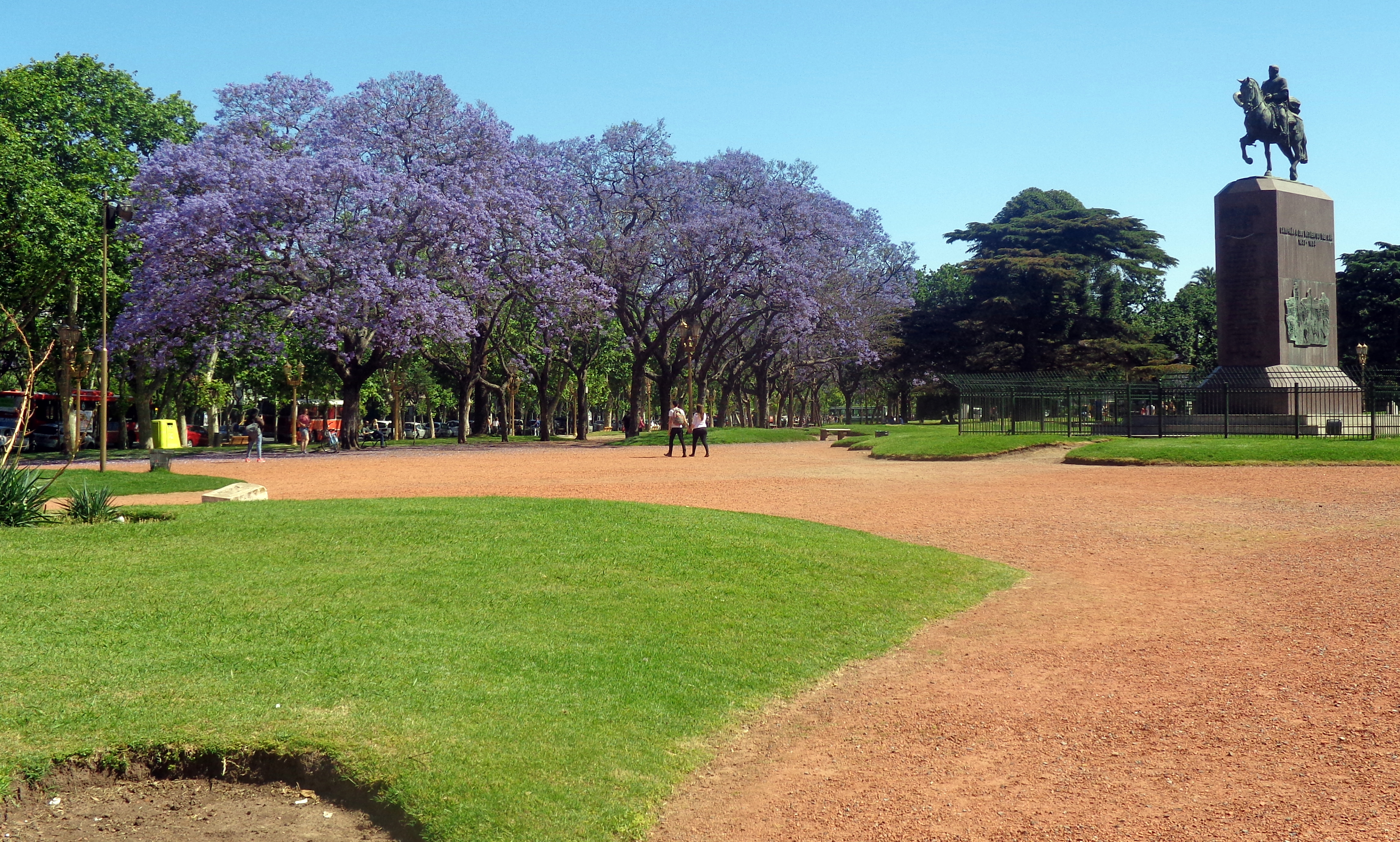
El monumento a Juan Manuel de Rosas se halla en frente del de Sarmiento

Cuenta Manuel Bilbao:  “Manuela ocupaba cuatro habitaciones en la parte oeste del edificio, donde también estaba el salón de recibo con grandes espejos, muebles de caoba, los cielo-rasos de madera, arañas con caireles, todo era de calidad, pero sin lujo a excepción de los espejos venecianos que tanto gustaban al General. Rosas ocupaba las del este, componiéndose el mobiliario de su habitación de una cama de bronce, un armario en la pared y sobre la estufa un gran espejo. Enfrente a su cama tenía su escritorio particular y en el medio de la pieza una gran mesa llena de expedientes. Dos chiffoniers de caoba, en uno guardaba sus dineros particulares y en el otro los del estado, completaban el decorado de la habitación. En las galerías había bancos de caoba y mecedoras. El alumbrado se había hecho con lámparas de aceite.”
“Las plantaciones de Palermo, especialmente los naranjos como la demás arboleda, eran cuidadas prolijamente por una cantidad de gallegos, que Rosas tenía dedicados especialmente a ello. Rosas era muy personal en el trabajo, el que verificaba en medio del humo de numerosos pebetes. Gustaba mucho de las naranjas y de los higos que se producían en su quinta”.
Después del derrocamiento de Juan Manuel de Rosas, en 1852, la residencia tuvo múltiples usos. Fue utilizada por Justo José de Urquiza como alojamiento para su tropa, y durante un tiempo, funcionó como escuela de artes y oficios. Desde 1870 hasta 1892, el Caserón de Rosas fue sede del Colegio Militar de la Nación, formando a 17 promociones de oficiales.
Durante un tiempo existió una versión en las redes sociales, sin sustento, de la existencia de un túnel, construido en época de Rosas, que partiendo del Caserón servía como vía de escape para él y su familia en caso de peligro. Esto ha sido desmentido por el Centro de Arqueología Urbana.

## Demolición
En la década de 1890, el director de Paseos Carlos León Thays (hijo de Carlos Thays) propuso la demolición del antiguo Caserón de Rosas, ubicado en el Parque 3 de Febrero en Buenos Aires. Este caserón albergaba la Escuela Naval Militar y había sido objeto de críticas por su presencia en el parque. La Municipalidad aprobó la propuesta y, en 1899, bajo la dirección del intendente Adolfo Bullrich, se decidió la demolición definitiva del edificio.
El Caserón de Rosas, considerado un símbolo nacional, fue objeto de una intensa controversia y críticas desde diversos sectores políticos. La historia urbanística de Buenos Aires revela que las avenidas del Libertador y Sarmiento fueron diseñadas para cruzarse en el lugar donde se encontraba el caserón, interrumpiendo su paso y señalando la importancia simbólica del sitio.
La demolición del edificio se llevó a cabo en un evento programado para la medianoche del 2 de febrero de 1899, con la idea de que en el amanecer del día 3 de febrero, aniversario de la derrota de Rosas en la batalla de Caseros, no quedase nada. Se utilizaron la piqueta y la dinamita, y se planificó el evento con iluminación eléctrica y luces de bengala para ofrecer un espectáculo al público. Sin embargo, el evento no cumplió completamente las expectativas, y algunos se quejaron de que fue más un efecto teatral que la demostración esperada.
A pesar de las críticas, el espacio dejado por la demolición se transformó en un proyecto de remodelación liderado por Thays, quien esperaba completar la formación de jardines en tres semanas. El 25 de mayo de 1900, en el mismo sitio, se inauguró el monumento a Sarmiento, obra de Auguste Rodin. Posteriormente, se instalaron otros monumentos en la zona, como La carta magna y las cuatro regiones argentinas, conocido como "de los Españoles".
Casi cien años después de la demolición, se erigió el monumento a don Juan Manuel de Rosas en el mismo lugar donde estuvo la vieja Maestranza, demolida en 1924.